# Primera B 2014/15
In 2014/15 werd het 64ste seizoen gespeeld van de Primera B, de tweede hoogste voetbalklasse van Chili. De competitie werd gespeeld van 2 augustus 2014 tot en met 17 mei 2015. San Luis werd kampioen.

## Eindstand
| Plaats | Club                | Wed. | W  | G  | V  | Saldo | Ptn. |
| ------ | ------------------- | ---- | -- | -- | -- | ----- | ---- |
| 1.     | San Luis            | 38   | 24 | 9  | 5  | 61:32 | 81   |
| 2.     | Unión San Felipe    | 38   | 22 | 6  | 10 | 80:45 | 72   |
| 3.     | Everton             | 38   | 18 | 8  | 12 | 50:46 | 62   |
| 4.     | Deportes Concepción | 38   | 17 | 7  | 14 | 50:56 | 58   |
| 5.     | Deportes Copiapó    | 38   | 14 | 14 | 10 | 45:46 | 56   |
| 6.     | Deportes Temuco     | 38   | 15 | 9  | 14 | 49:52 | 54   |
| 7.     | Iberia              | 38   | 15 | 8  | 15 | 47:46 | 53   |
| 8.     | Santiago Morning    | 38   | 14 | 7  | 17 | 46:44 | 49   |
| 9.     | Curicó Unido        | 38   | 12 | 11 | 15 | 49:48 | 46   |
| 10.    | Rangers             | 38   | 10 | 13 | 15 | 38:48 | 43   |
| 11.    | Deportes La Serena  | 38   | 11 | 10 | 17 | 41:52 | 43   |
| 12.    | Magallanes          | 38   | 10 | 11 | 17 | 36:48 | 41   |
| 13.    | Coquimbo Unido      | 38   | 9  | 13 | 16 | 52:60 | 40   |
| 14.    | Lota Schwager       | 38   | 7  | 10 | 21 | 38:59 | 31   |

|  | Kampioen, promotie naar Primera División 2015/16 |
|  | Degradatie naar Segunda División                 |

1952 · 1953 · 1954 · 1955 · 1956 · 1957 · 1958 · 1959 · 1960 · 1961 · 1962 · 1963 · 1964 · 1965 · 1966 · 1967 · 1968 · 1969 · 1970 · 1971 · 1972 · 1973 · 1974 · 1975 · 1976 · 1977 · 1978 · 1979 · 1980 · 1981 · 1982 · 1983 · 1984 · 1985 · 1986 · 1987 · 1988 · 1989 · 1990 · 1991 · 1992 · 1993 · 1994 · 1995 · 1996 · 1997 · 1998 · 1999 · 2000 · 2001 · 2002 · 2003 ·  2004 · 2005 · 2006 · 2007 · 2008 · 2009 · 2010 · 2011 · 2012 · 2013 · 2013/14 · 2014/15 · 2015/16 · 2016/17 ·2017 · 2018 · 2019 · 2020 · 2021 · 2022 · 2023 · 2024